# Atlantistylis chauvini
Atlantistylis chauvini är en kräftdjursart som beskrevs av Daniel Reyss 1975. Atlantistylis chauvini ingår i släktet Atlantistylis och familjen Diastylidae. Inga underarter finns listade i Catalogue of Life.